# Ingeborg Bronsart von Schellendorf
Ingeborg Starck, Bronsart von Schellendorf (San Pietroburgo, 24 agosto 1840 – Monaco di Baviera, 17 giugno 1913), è stata una compositrice e pianista tedesca di origine finlandese.

## Biografia
Ingeborg Maria Wilhelmina Starck è la figlia di Margareta Åkerman ed Otto Starck, che, al momento della sua nascita, vivevano in Russia, dove suo padre lavorava nel commercio. Avendo dimostrato un precoce dono per la musica, ad Ingeborg venne permesso di studiare il pianoforte con Nicolas von Martinoff et Adolph von Henselt e la composizione con Constantin Decker. Completò i suoi studi a Weimar, con Franz Liszt.
Durante il suo soggiorno a Parigi nel 1861 si sa che tra le sue amicizie musicali si annoverassero i compositori Auber, Berlioz, Rossini e persino Wagner (che nella sua autobiografia commentò la sua bellezza). Nel settembre dello stesso anno, Ingeborg sposa il pianista e compositore Hans Bronsart von Schellendorff, un altro membro della cerchia di Liszt, che conobbe proprio a Weimar.
Ingeborg Bronsart von Schellendorf, come si fece chiamare dopo il matrimonio, continuò ad esibirsi in tournée in Europa come pianista fino al 1867, anno in cui il marito venne nominato direttore generale del teatro reale di Hannover. Ingeborg rimase comunque attiva come compositrice d’opere, di musica da camera e soprattutto nei Lieder. Durante la sua vita molte sue opere vennero rappresentate con successo nei teatri di tutta la Germania .
Le sue composizioni più note sono un Concerto per pianoforte e orchestra (1863), la Kaiser-Wilhelm-Marsch (1871), il Singspiel Jery und Bätely (1873) e l'opera König Hiarne (1891).

## Lavori

### Opere
- Die Göttis von Sais (1867)
- Jery und Bätely (1873, Weimar)
- König Hiarne (1891, Berlin)
- Die Sühne (1909, Dessau)

### Concerti
- Concerto per Pianoforte et Orchestra in fa minore (1863)

### Opere Orchestrali
- Kaiser-Wilhelm-Marsch (1871)

### Musica da camera
- Romanza in la minore per violino e pianoforte (1873)
- Notturno in la minore per violoncello e pianoforte op 13 (1879)
- Elegia in do maggiore per violoncello e pianoforte op 14 (1879)
- Romanza in si bemolle maggiore per violoncello e pianoforte op 15 (1879)
- Fantasia per violino e pianoforte op 21 (1891)

### Musica per pianoforte
- Trois étydes (1855)
- Nocturne (1855)
- Tarantella (1855)
- Fuge über die Namen Maria und Martha (von Sabinin) (1859)
- Fugues (1859)
- Variationen über Themen von Bach (1859)
- Variations (1859)
- Toccatas (1859)
- Sonata (1859)
- Kaiser Wilhelm March (1871)
- Vier Clavierstücke (1874)
- Drei Phantasie in G-sharp minor op 18 (1891)

### Musica corale
- Hurrah Germania! per coro maschile (1871)
- Kennst du die rothe Rose per solista, coro maschile e coro misto (1873)
- Easter Lied, per coro op 27 (1903)

### Lieder
Nota: lista parziale
- 6 Poemi, op 10 (1879) : (testo: Bodenstedt) :1. Mir träumte einst ein schöner Traum; 2. Abschied vom Kaukasus; 3.  Wie lächeln die Augen; 4.  Nachtigall, o Nachtigall; 5. Das Vöglein; 6. Sing, mit Sonnenaufgang singe
- Abendlied, op. 16 no. 1 (testo: Ernst von Wildenbruch)
- Abschied vom Kaukasus, op. 10 no. 2 (testo: Friedrich Martin von Bodenstedt)
- Abschied, op. 26 (1902) : (testo: Felix Dahn)
- Blumengruss (1888) : (testo: Johann Wolfgang von Goethe)
- Das Vöglein, op. 10 no. 5 (testo: Friedrich Martin von Bodenstedt d'après un auteur anonyme)
- Der Blumenstrauss, op. 16 no. 4 (testo: Ernst von Wildenbruch)
- Die helle Sonne leuchtet, op. 8 no. 5 (testo: Friedrich Martin von Bodenstedt d'après Mirzə Vazeh)
- Die Loreley (1865) :( testo: Heinrich Heine)
- Cinque Lieder Natalizi, op 11 (1880) :( testo: Jakobi)
- Cinque Lieder (1878) :( testo: Johann Wolfgang von Goethe, August von Platen, Friedrich Rückert)
- Cinque Poemi, op 12 (1880) : (testo: Bodenstedt)
- Cinque Poemi, op. 16 (1882) : (testo: Ernst von Wildenbruch) :1. Abendlied; 2. Ständchen; 3. Zwei Sträusse; 4. Der Blumenstrauss 5. Letzte Bitte
- Gelb rollt mir zu Füßen, op. 8 no. 4 (testo: Friedrich Martin von Bodenstedt d'après Mirzə Vazeh)
- Hafisa: Three Lieder by Mirza Schaffy, op 9 (1879) :( testo: Bodenstedt after Mirza Shafi)
- Ich fühle deinen Odem, op. 8 no. 6 (testo: Friedrich Martin von Bodenstedt d'après Mirzə Vazeh)
- Ich hab' im Traum geweinet (testo: Heinrich Heine)
- Ich stand in dunkeln Träumen, op. 25 (Drei Lieder) no. 3 (testo: Heinrich Heine)
- Im Garten klagt die Nachtigall, op. 8 no. 2 (testo: Friedrich Martin von Bodenstedt d'après Mirzə Vazeh)
- Im Lenz (1898) : (testo: Paul Heyse)
- Letzte Bitte, op. 16 no. 5 (testo: Ernst von Wildenbruch)
- Lieder (1910)
- Lieder, (c. 1903) : (testo: Bodenstedt)
- Mir träumte einst ein schöner Traum, op. 10 no. 1 (testo: Friedrich Martin von Bodenstedt)
- Nachtigall, o Nachtigall, op. 10 no. 4 (testo: Friedrich Martin von Bodenstedt d'après un auteur anonyme)
- Rappelle-toi! op. 24 (1902) : (testo: Alfred de Musset)
- Röslein auf Haiden (1880–1885) :( testo: Richard Voss)
- Sing, mit Sonnenaufgang singe, op. 10 no. 6 (testo: Friedrich Martin von Bodenstedt d'après un auteur anonyme)
- Sei Lieder by Mirza Schaffy, op 8 (1879)  :( testo: Friedrich Martin von Bodenstedt after Mirza Shafi Vazeh) :1. Zuléikha;  2. Im Garten klagt die Nachtigall; 3. Wenn der Frühling auf die Berge steigt; 4. Gelb rollt mir zu Füßen; 5. Die helle Sonne leuchtet; 6. Ich fühle deinen Odem
- Sei Poemi, op 20 (1891) : (testo: Michail Lermontov)
- Ständchen, op. 16 no. 2 (testo: Ernst von Wildenbruch)
- Tre Lieder  (1871)  :(testo: A. Dunker, E. Neubauer, H. Zeise)
- Tre Lieder (1872)  :( testo: Heine, Otto Roquette) :... 3. Ich hab' im Traum geweinet
- Tre Lieder, op 23 (1892) : (testo: Goethe, Nikolaus Lenau, Platen)
- Tre Lieder, op. 25 (1902) : (testo: Bodenstedt, Goethe, Heine) : ... 3. Ich stand in dunkeln Träumen (Heine)
- Tre Poemi, op 22 (1891) : (testo: Peter Cornelius)
- Dodici Rime per Bimbi, op 17 (1882) : (testo: Klaus Groth)
- Und ob der holde Tag vergangen (1870)
- Verwandlung (1910) : (testo: Paul Heyse)
- Wenn der Frühling auf die Berge steigt, op. 8 no. 3 (testo: Friedrich Martin von Bodenstedt d'après Mirzə Vazeh)
- Wie dich die warme Luft umscherzt“ (?)
- Wie lächeln die Augen, op. 10 no. 3 (testo: Friedrich Martin von Bodenstedt)
- Zuléikha, op. 8 no. 1 (testo: Friedrich Martin von Bodenstedt d'après Mirzə Vazeh)
- Zwei Sträusse, op. 16 no. 3 (testo: Ernst von Wildenbruch)

### Fonti
- La lista delle canzoni è stata mutuata da  list of works by MUGi – Musik und Gender im Internet, su mugi.hfmt-hamburg.de (archiviato dall'url originale il 1º luglio 2013).